# Seznam panovníků Tahiti
Toto je seznam vládců Tahiti od roku 1743, kdy bylo Tahiti podrobeno pod vládu dynastie Pomaré až do roku 1880, kdy vládu na Tahiti oficiálně převzali Francouzi. Tahitský vladař nesl titul ari'i rahi.
| Jméno                           | Život     | Vláda     | Poznámky                                                                                  |
| ------------------------------- | --------- | --------- | ----------------------------------------------------------------------------------------- |
| Pomaré I.                       | 1743–1803 | 1791–1803 |                                                                                           |
| Pomaré II.                      | 1774–1821 | 1803–1808 |                                                                                           |
| bezvládí                        |           | 1808–1815 |                                                                                           |
| Pomaré II.                      | 1774–1821 | 1815–1821 |                                                                                           |
| Pomaré III.                     | 1820–1827 | 1821–1827 | syn Pomarého II.                                                                          |
| Teri'i tari'a Ari'i paea Vahine | 1790–1858 | 1821–1827 | regentka Pomarého III.                                                                    |
| Pomaré IV.                      | 1813–1877 | 1827–1877 | dcera Pomarého II., nejdéle panující tahitský vladař                                      |
| Pomaré V.                       | 1839–1891 | 1877–1880 | syn Pomarého IV., poslední tahitský král (29. června 1880 bylo Tahiti anektováno Francií) |